# Колатсельгские штольни
Рогозерский гематитовый рудник расположен в Карелии, в урочище Рогосельга в 4 км севернее посёлка Колатсельга, на левом берегу реки Колласйоки.
В XVIII — XIX веках силами местных крестьян здесь добывался гематит для выплавки чугуна и выделки железа. На базе минерального сырья Тулмозерского месторождения железной руды в 1896—99 годах на противоположном берегу реки Колласйоки был построен Тулмозерский завод, но работал недолго и скоро разорился из-за высокой себестоимости продукции. В настоящий момент рудник является горнопромышленным памятником природы Республики Карелия.

## Геологические сведения
Железные руды приурочены к ятулийскому надгоризонту, геохронологические рубежи которого определены в 2400±40 — 2100±50 млн.лет. Наиболее значительные рудопроявления характерны для туломозерской свиты верхнего ятулия, где гематитовые руды ассоциируют с песчаниками и доломитами. В районе Тулмозера зафиксировано более 40 рудопроявлений, локализованные преимущественно на участке длиной в 16 км севернее от д. Колатсельга. Каждое рудопроявление имеет своё название. По содержанию железа наиболее богатым считается Рогосельгское, где на поверхность выходят два складчатоповторяющихся пласта, состоящие из цепочек линз гематитовых руд. Мощность линз составляет 2 м, протяжённость не превышает 100 м. При этом, концентрация самого гематита сильно колеблется. Оруденение связано с двумя различными типами пород — с хемогенными железисто-кремнистыми осадками и терригенными железисто-песчаными.

## История исследований и промышленной эксплуатации рудника
Первые попытки научного изучения территории Рогосельги относятся к 1838 году, когда на Кончезерский чугуноплавильный завод наряду с озёрной и болотной рудой был доставлен добытый гематит. В связи с обнаружившейся находкой, управляющий Олонецкими горными заводами берг-инспектор Р. А. Армстронг направил в Тулмозеро первую геологическую экспедицию в составе офицеров Горного корпуса Комарова и Аннушкина. Последующими лабораторными испытаниями железных руд было выявлено, что все представленные для опытов образцы безводны, в шести номерах руд было обнаружено «присутствие магнитного железняка», образцы не содержали ни серы, ни фосфора, ни мышьяка, а выплавленный чугун демонстрировал прекрасную ковкость и почти не разбивался. В завершение научной записки, профессор Иосса указал: «Здесь можно только сказать с достоверностью, что руды действительно хороши и что если месторождение их благонадёжно, то грешно бы было ими не пользоваться». 11 апреля 1842 года министр финансов России граф Канкрин, Егор Францевич лично распорядился начать разведку Тулмозерского рудопроявления, поскольку всерьёз рассматривал возможность строительства на реке Лососинке нового завода по производству рельс, для строящейся железной дороги Санкт-Петербург — Москва. Горный инженер Олонецкой губернии Комаров саботировал работу, исследовав несколько поверхностных выходов горной породы и сделав вывод, что месторождение безнадёжно.
Информационную базу о Тулмозерском рудопроявлении расширил профессор металлургии Кулибин, Константин Александрович, который осмотрел его в 1872 году и заложил там несколько разведочных канав и четыре вертикальные выработки. Кулибин отметил, что доломит и тальковый сланец насыщены кремнозёмом, что способствовало повышению прочности горных пород, но удорожало добычу руды. Подсчёт стоимости погонной сажени подземной горной выработки на разных сельгах показал низкую рентабельность добычи железной руды. Изыскания Кулибина, предположительно, финансировались купцом первой гильдии А. Ф. Красильниковым, намеревавшемся организовать здесь предприятие по добыче и переработке железной руды. Выводы Кулибина купец проигнорировал. По его же приглашению, Тулмозеро обследовалось и другими специалистами, представившими положительные заключения, среди которых был окружной горный инженер Олонецкой и Архангельской губернии, действительный статский советник М. Н. Хирьяков. Пакет документов, включая отзывы экспертов о рудопроявлении, был продан Великому князю Николаю Николаевичу старшему. Но строительство Тулмозерского чугунолитейного завода Великий князь не застал, активные шаги в этом направлении предпринимал его сын.
В 1896 году в район Тулмозерского рудопроявления были направлены геологи для вынесения окончательного решения о выгодности добычи руды и строительства чугунолитейного завода. Участники сделки, Великий князь Пётр Николаевич и директор Санкт-Петербургского коммерческого банка А. Ю. Ротштейн, достигли договорённости о том, что если в ходе работ будут доказаны «запасы» полезного ископаемого не менее 900 миллионов пудов при конкретных показателях содержания железа и кремния, то банк берёт на себя обязательство о покупке 33 500 акций акционерного общества «Сталь». Выводы специалистов основывались на осмотре ими некоторых рудопроявлений и догадках относительно простирания и толщины жил. В пользу высоких запасов железной руды высказался и профессор Горного института, действительный статский советник горный инженер Мушкетов, Иван Васильевич. Этот отзыв стал для директора банка решающим, и в сентябре 1896 г. Ротштейн дал согласие на покупку акций акционерного общества «Сталь» (впрочем, потерпев неудачу в получении правительственных заказов, с осени 1897 г. банк стал распродавать принадлежавшие ему акции).
В годы работы Тулмозерского завода с 1896 по 1902 гг. наиболее активно горнопроходческие работы развивались на трёх объектах — Рогосельге, Пираньсельге и Рекунсельге. С 1898 по 1900 обеспечением Тулмозерского завода гематитом занимался подрядчик агроном М. Д. Волынский. В 1902 году добыча руды была прекращена.
В течение 1927—29 гг. Карельский Центральный Совет Народного Хозяйства многократно ходатайствовал о проведении детальной геологоразведки в Тулмозерье. С 17 июня 1929 г. и в течение летнего периода работала геологоразведочная партия под руководством Г. С. Дубровой. Планировалось вскрытие от наносов карьеров Рогосельга, Рекунсельга I и II, Майнсельга, Суонансельга, Ануфриенсельга, Мурдосельга и других; всего было намечено около полутора тысяч проб, которые снимались через каждые семь метров. Следующую партию возглавил Ю. С. Желубовский, в её задачи входили геологическая съёмка в масштабе 1 : 50 000 площади 185 км², разведка рудных залежей и подсчёт запасов. В течение 1930—1931 гг. было сделано около двух десятков скважин общей продолжительностью до двух километров. При сделанной геологами оценке запасов месторождения до 900 тысяч тонн, достаточных для загрузки предприятия на амортизационный период, экономическая целесообразность добычи ими ставилась под сомнение. В 1934 году Тулмозерский завод был законсервирован.
Во второй половине XX века научные исследования на территории заброшенных рудников проводились научными сотрудниками Института геологии Карельского филиала Академии наук СССР В. Я. Горьковцом и М. Б. Раевской. Собранные ими материалы легли в основу геологических экскурсий.

## Современное состояние рудника
Большинство подземных горных выработок в окрестностях Тулмозерского завода затоплены, для осмотра доступен только рудник Рогосельга. Но для посещения рудник не рекомендуется ввиду ветхого состояния деревянных крепей и видимых свежих следов обрушений горной породы. Общая протяжённость подземных выработок рудника составляет несколько сотен метров; южная группа соединяющихся подземных выработок имеет протяжённость 300 метров и является самой разрушенной.
- Выход из штолен
- Подпорки
- Выход из штолен